# عملية التأخير الشمالية
عملية التأخير الشمالية (Operation Northern Delay) وقعت في 26 مارس 2003 كجزء من غزو الولايات المتحدة للعراق عام 2003. اشتملت على إنزال مظليين في شمال العراق. كانت آخر عملية قفز قتالية واسعة النطاق تنفذها الجيش الأمريكي منذ غزو الولايات المتحدة الأمريكية لبنما.

## خلفية
في 26 مارس 2003، خلال الغزو الأمريكي للعراق، قامت طائرات C-17 التابعة لـ الجناح الجوي 62، والجناح الجوي 315، والجناح الجوي 437، والجناح الجوي 446 بإسقاط لواء المظليين 173 التابع للقوات الأمريكية في إيطاليا (SETAF) في شمال العراق. قفز 996 من سلاح المظلات إلى منطقة الإنزال باشور.
أجبرت العملية القوة البرية العراقية على الاحتفاظ بحوالي ست فرق في المنطقة لحماية جناحها الشمالي، مما وفر راحة استراتيجية لـ قوات التحالف المتقدمة على بغداد من الجنوب. تقع القاعدة الجوية باشور في شمال العراق على بعد حوالي 356 كيلومترًا شمال بغداد، و 50 كيلومترًا شمال شرق أربيل. تخدم القاعدة الجوية مدرج واحد بطول 6700 قدم. بدت باشور وكأنها مطار مدني صغير.
باشور هي مثال على القاعدة العارية. لم تكن أكثر من مدرج بطول 7000 قدم في وسط وادٍ أخضر. لم يكن لديها بنية تحتية - لا نظام مياه أو صرف صحي، ولا كهرباء، ولا مباني، ولا طرق معبدة.

## العملية

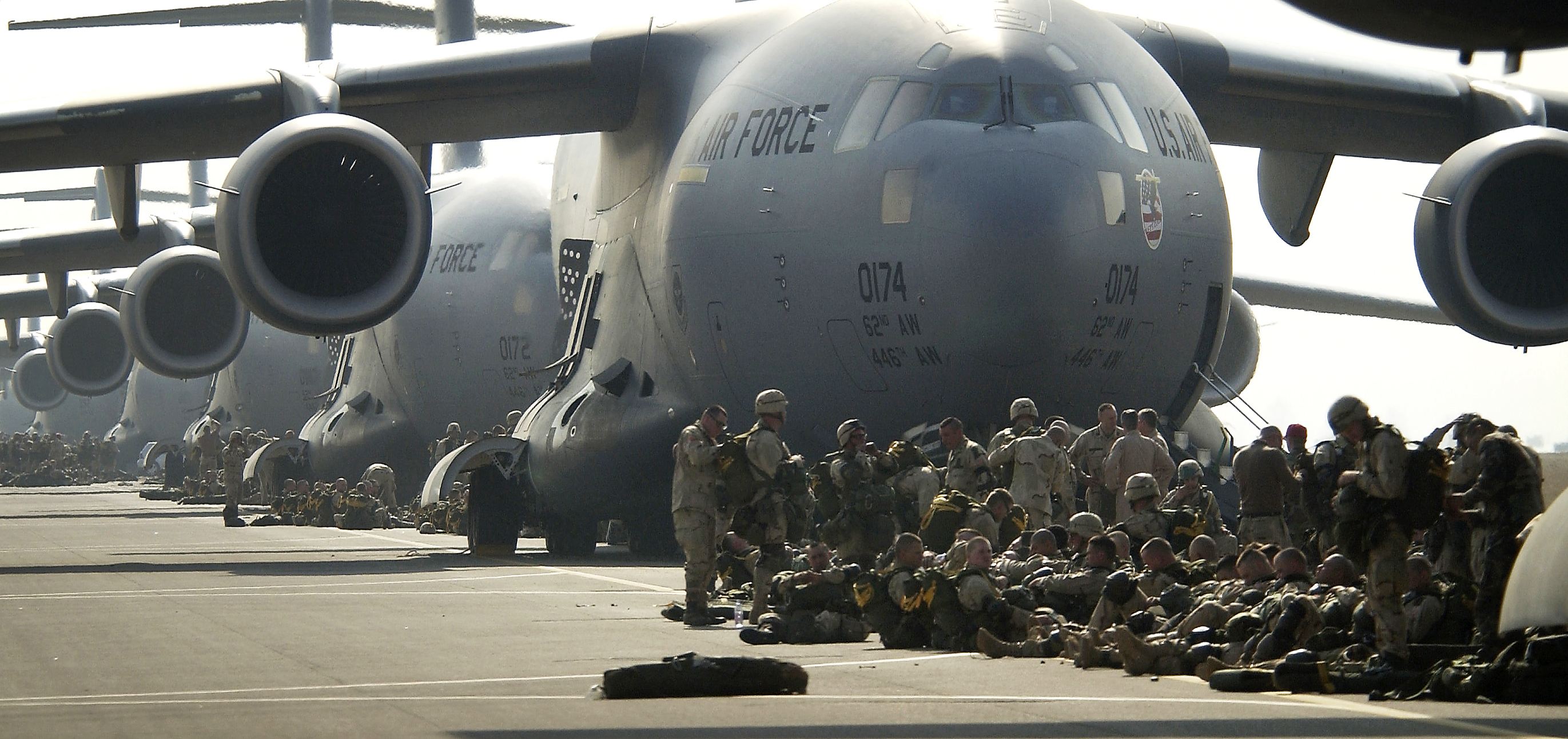
مظليو الجيش الأمريكي يستعدون لصعود طائرة C-17 غلوب ماستر 3 إلى المنطقة الكردية في شمال العراق. كان هذا أول إنزال قتالي للمظليين باستخدام C-17.

في 26 مارس 2003، قفز أكثر من 950 مظليًا من لواء المظليين 173 بقيادة العقيد بيل مايفيل، والمكون من كتيبة المشاة 1-508 (مظلي) بقيادة المقدم هاري تونيل وكتيبة المشاة 2-503 (مظلي) بقيادة المقدم دومينيك كاراتشيلو إلى باشور، العراق، لتمهيد الطريق لجبهة شمالية. بعد يومين، وصل أول جندي من شركة الدعم الأمامي 501، لواء المظليين 173، نشاط الدعم الإداري (SSA) إلى قاعدة باشور الجوية. صنفت الجيش العملية على أنها قفزة قتالية، على الرغم من أن منطقة الهبوط كانت مؤمنة من قبل القوات الكردية والأمريكية، وهو ما ليس نموذجيًا في القفزات القتالية.
خلال الأسبوعين التاليين في قاعدة باشور الجوية، وصلت جميع الإمدادات عبر خطوط الاتصال الجوية (ALOC) على طائرات C-17 و C-130 من قاعدة رامشتين الجوية، ألمانيا عبر قاعدة أفيانو الجوية، إيطاليا. خلال متوسط يوم عمليات مدته 24 ساعة، كان يصل أكثر من 40 منصات نقل جوي 463L ‏ التابعة للقوات الجوية. ثم كان يجب تفريغ كل منصة من الطائرة، ونقلها إلى SSA، ومعالجتها وأخيرًا إصدارها إما للتخزين أو للعملاء.
حملت بعض طائرات C-17 دبابات إم1أ1 أبرامز ووزنت من 250.000 إلى 300.000 رطل عند هبوطها. بعد أسبوعين من استخدام طائرات الشحن الثقيلة، انهارت أجزاء من المدرج البالغ طوله 7000 قدم في باشور، مما أجبر على إغلاق 2300 قدم.

## ما بعد العملية
اعتبارًا من أبريل 2003، بقيت بطارية دلتا التابعة لفوج المدفعية الميدانية الجوي 319 في باشور، واستمرت في تدريب القوة البرية العراقية على المهام الرئيسية التي ستكون هناك حاجة إليها لإكمال العمليات المستقبلية في المنطقة. قدمت بطارية دلتا أيضًا دعمًا ناريًا غير مباشر لقوات التحالف في المنطقة عندما تتعرض قوات التحالف لهجمات المتمردين.
ذكر تقرير في 20 أبريل 2003 في صحيفة نيويورك تايمز أن "الولايات المتحدة تخطط لعلاقة عسكرية طويلة الأجل مع الحكومة الناشئة في العراق، من شأنها أن تمنح البنتاغون الوصول إلى القواعد العسكرية وتوجه النفوذ الأمريكي إلى قلب المنطقة المضطربة". أشار التقرير، مستشهدًا بمصادر مجهولة، إلى قاعدة واحدة في مطار بغداد الدولي، وأخرى بالقرب من الناصرية في الجنوب [على الأرجح تعني قاعدة تلعفر الجوية]، والثالثة في مدرج H-1 في الصحراء الغربية، والرابعة في قاعدة باشور الجوية في الشمال.
تُعرف الآن قاعدة باشور الجوية باسم قاعدة حرير الجوية / مطار حرير.

## الفهرس
- قائمة القفز (Jump manifest) على موقع واي باك مشين (نسخة محفوظة 2022-10-14)